# 皱叶海桐
皱叶海桐（学名：Pittosporum crispulum）为海桐花科海桐花属下的一个种。

## 扩展阅读
- 維基物種上的相關：皱叶海桐